# Técnicas publicitarias
El objetivo de la publicidad es la venta de un producto. Para conseguirlo, los profesionales se sirven de determinadas técnicas retóricas que emplean en el diseño de sus anuncios con la intención de convencer al público al que van dirigidos. Estas técnicas varían dependiendo del medio escogido para transmitir el mensaje. Consisten en dar la información adquirida y sobre todo crear enlaces de comunicación.

## Radio
La radio se sirve, de la palabra hablada y de los sonidos para convencer al público sobre los beneficios y la necesidad de adquirir un producto o servicio. En términos generales, al recitar el anuncio, se aconseja adoptar un tono y una actitud positiva pues es la que se transmitirá al oyente.
Una de las técnicas más comunes en anuncios radiados es la repetición. El interés de algunos publicistas en nombrar su producto o marca es ampliamente conocido. A tal efecto, procuran simplemente hacer que el nombre sea recordado a base de pronunciarlo tres o más veces. Si se quiere transmitir, además, un número de teléfono, es vital repetirlo varias veces para que el oyente pueda anotarlo o aprenderlo. 
En la mayoría de los anuncios usados en este medio se emplea la técnica de "exageración de sonidos". Esta técnica consiste en cambiar el tono de voz y poner una música llamativa antes o mientras se dice el anuncio. Son técnicas que rompen con la monotonía de la radio y que llaman la atención del oyente.

## Revistas y publicidad exterior
En estos soportes, es la imagen gráfica la que manda, debiendo  atractiva e impactante. Se ha demostrado que las imágenes con mayor gancho en publicidad son por este orden:
- Niños y niñas.
- Madre e hijo.
- Animales.
- Personajes populares.
- Mujeres u hombres semidesnudos.
- Alimentos.

A la hora de diseñar un anuncio hay que tener en cuenta algunas técnicas visuales que son especialmente atractivas para el espectador:
- Contraste. Del tipo antes-después, noche-día. Para esta técnica, los anuncios publicados a doble página resultan ideales.
- Series y conjuntos. Las series de artículos similares y los grupos de objetos atraen inmediatamente la mirada. Pensemos en las series de Marilyn de Andy Warhol.
- Tamaño. Una imagen de gran tamaño impactará en el público con mucha mayor intensidad que varias de tamaño mediano o pequeño.
- Sorpresa. Las escenas imposibles, extrañas, impactantes constituyen un importante reclamo de la atención del espectador.

Los colores también tienen un significado psicológico que el publicista sabe utilizar para destacar determinadas cualidades del producto. Los significados más comunes son los siguientes:
- Negro. Noche, sofisticación, lujo.
- Blanco. Pureza, pulcritud. Es propio de productos de limpieza, ligeros, desnatados, etc.
- Azul. Armonía, confianza.
- Rojo. poder, agresión, excitación.
- Verde. Naturaleza, frescura. Propio de productos con ingredientes naturales o que preservan el medio ambiente.
- Amarillo. Emoción, juventud.
- Gris. Evocación, nostalgia.
- Marrón. Hogar, intimidad, madurez, seguridad. Habitual de alimentos en casa de toda la vida.
- Violeta. Fantasía, lujo.

## Periódicos
La publicidad en prensa diaria se basa en la palabra escrita como herramienta esencial de convicción al tratarse de medios de información en los que el usuario está acostumbrado.

## Televisión
El publicista hará uso de imágenes, sonidos y palabras para desarrollar su mensaje. Los anuncios con mejores resultados en televisión son:
- Aquellos que muestran lo que un producto es capaz de hacer.
- Aquellos que muestran el resultado de no utilizar el producto anunciado.

Los publicistas utilizan varias técnicas reconocibles para convencer mejor al público de que compre un producto. Estas son algunas de las más habituales:
- Música. Una vez el producto es utilizado extensamente, los publicistas esperan convencer a compradores potenciales haciéndoles tararear algún estribillo. La música puede estar compuesta expresamente para un anuncio o utilizar una melodía conocida tanto en su versión original como adaptada para la ocasión. Algunas melodías insertadas en anuncios han llegado a ser tan populares que han conseguido lanzar al estrellato a sus autores. Una práctica que se ha utilizado con éxito en los últimos años es la inclusión en un anuncio de un tema que no se ha lanzado oficialmente al mercado. De este modo, el autor obtiene difunde su canción que alcanza notoriedad de forma "gratuita", mientras que el publicista se beneficiará de la asociación posterior que hagan los consumidores con el producto cuando oigan el tema de su propio intérprete.
- Testimonios. Los publicistas procuran a menudo promover la calidad superior de su producto con el testimonio de:
  - Usuarios: son clásicos en los anuncios de detergentes.
  - Personajes populares: las cualidades reconocidas del personaje se extienden por afinidad al producto que anuncia.
  - Expertos: especialistas en el análisis, manejo, fabricación o mantenimiento del producto.
  - Colectivos o personas ordinarias: «tres de cada cuatro dentistas recomiendan...».
  - El propio anunciante: también son populares los anuncios en que el gerente o dueño de la empresa comenta las excelencias del producto. Con esto se quiere transmitir una garantía al más alto nivel, dando a la vez sensación de proximidad y compromiso.
- Humor. El humor ha sido siempre un buen aliado de la publicidad. Un anuncio que hace sonreír, provoca buenas sensaciones, se considera simpático y, ese sentimiento se traslada automáticamente al producto promocionado. Se puede considerar que el mayor éxito de un anuncio es que conseguir que se comente y se hable de él.
- Demostración. Una de las técnicas más exitosas para anunciar un producto es la demostración física de los beneficios que de él se predican. Son ya clásicos de la publicidad los anuncios de detergentes en que se compara el resultado de dos lavados realizados con distinto producto o el del test de refrescos realizado a viandantes. Heredera directa de las demostraciones realizadas en plena calle por los feriantes, esta técnica alcanza su máximo reconocimiento cuando se da fe pública de ello, es decir, cuando se afirma que la prueba fue realizada ante notario.
- Emoción. La apelación a las varias técnicas referentes a la manipulación de la emoción se utiliza para conseguir a gente comprar un producto. Aparte de la expresión artística, se propone provocar una reacción emocional (que se usa generalmente para fines de asociación o para relajar o excitar al espectador). Algunas apelaciones habituales a la emoción en la publicidad son:
  - optimismo a ultranza,
  - Apelación a la adulación
  - Apelación al ridículo.
  - Las llamadas a la compasión son a menudo utilizadas por organizaciones caritativas
  - Las llamadas al temor se utilizan a menudo en mensajes y productos que realizan un servicio público, tales como sistemas de alarmas o aerosoles antibacterianos, que requieren protección frente a una infección exterior.
  - Finalmente, las apelaciones al rencor se utilizan a menudo en la publicidad dirigido al público más joven.
- Dibujos animados. Los anuncios que recurren a los dibujos animados, vienen también son apropiados cuando hay que tratar temas delicados como malos olores (limpia inodoros), eliminación de plagas (raticidas, matamoscas, matacucarachas, etc.), etc. Aquí podríamos incluir otras técnicas como la animación con plastilina o la animación asistida por ordenador.
- Asociación. Los publicistas a menudo procuran asociar su producto a imágenes deseables para hacer que parezcan igualmente deseables. El uso de modelos atractivos es una práctica bien conocida así como el de paisajes atractivos, casas de ensueño y otras imágenes fascinantes.[1]

## Otras técnicas
- Publicidad de guerrilla. Publicidad por asociación. Hecho de tal manera que las audiencias objetivo no saben que se les ha anunciado, pero consigue aumentar su percepción de producto (o disminuir si este es el intento del anunciante).
- Provocación, como en las campañas publicitarias de Benetton que inciden sobre temas tabú, tales como el sida, la castidad eclesiástica, etc.
- Presión: procurando hacer que la gente elija rápidamente y sin la consideración larga, algunos publicistas esperan hacer ventas rápidas. Así, es fácil terminar el argumento de ventas con frases imperativas: «¡compre ahora, antes de que se acaben!».
- Atracción por curiosidad. Algunos anuncios captan nuestra atención apelando a nuestra curiosidad innata. Es el caso de menajes como: ‘Descubra cómo ganar un sueldo para toda la vida’ o más provocativos, incluso: «No siga leyendo este anuncio».
- Personalización del mensaje. La publicidad utiliza a menudo el recurso de la oferta exclusiva y dirigida a un solo individuo lo que no deja de ser un engaño consentido. Así, en los anuncios aparecen frases como: «Pensando solo en ti», «Diseñado para ti», «En exclusiva».
- División de la cuantía. Las cifras a pagar parecen menores cuando se dividen y se comparan con pequeñas cantidades: ‘Por lo que cuesta un café diario, puede sacar a un niño de la miseria’
- Juegos de palabras. También es habitual la utilización de juegos de palabras conteniendo asociaciones deseadas, generalmente en el eslogan. La razón es que la mente los considera interesantes por lo que realiza un esfuerzo adicional consiguiendo recordar mejor el mensaje. En este sentido, es importante evitar las connotaciones negativas de la frase, como la del zumo de frutas que se anunció como de fruta madre o la camioneta que se lo carga todo.
- Preguntas implicativas. Es habitual que un anuncio termine con una pregunta directa al espectador. Esta técnica busca que el espectador haga un ejercicio de reflexión personal implicándose directamente en el mensaje: ¿estás o no estás?, y tú ¿de quién eres?
- Los eslóganes publicitarios. Estos pueden emplear una gran variedad de técnicas; incluso una frase corta puede tener una técnica extremadamente elaborada. Por ejemplo, el popular lema de Ford «quisiéramos que usted pensara en comprar un Ford» es una táctica extrema de la presión dirigida directamente al espectador, y el lema de McDonalds, «Me encanta esto» (I’m loving it) es una combinación de muchas técnicas diferentes, incluyendo una variedad de respuestas sociales (esto evoca a la marca y al producto, así como al eslogan ya que es una frase), y disonancia cognoscitiva.
- Mensajes subliminales. Se ha temido que algunos anuncios presentaran mensajes ocultos, por ejemplo con los mensajes breves en flash o las bandas sonoras, que tuvieran un efecto hipnótico en los espectadores (debe comprar el coche, debe comprar el coche). La noción de que las técnicas de hipnosis puedan ser utilizadas por los publicistas ahora está generalmente descartada, aunque los mensajes sexuales subconscientes son extremadamente comunes, extendiéndose desde el modelo de coche con prefijos como SX hasta la colocación sugerente de objetos en revistas y carteles.
- Publicidad dinámica. El auge de Internet y el desarrollo de las nuevas tecnologías de la información someten al mundo de la publicidad a una constante renovación y actualización. Un nuevo concepto de publicad dinámica exige nuevos canales de comunicación. A través de Internet hacer llegar los mensajes a un público objetivo. Dichos mensajes son visualizados en monitores de televisión, pantallas LCD (o plasma) de grandes dimensiones y su gestión se realiza mediante un navegador. El contenido del mensaje multimedia se elabora a modo de parrilla de programación y permite la emisión de vídeos en directo o diferido.

Es importante observar lo siguiente: durante la última década, la publicidad ha empleado cada vez más el recurso a la ironía. Sabedores de que los inteligentes espectadores de hoy, se han familiarizado con los medios y los métodos tradicionales arriba enumerados y son cínicos sobre ellos, los publicistas han dado vuelta a la diversión en esos mismos medios. Este acercamiento en forma de guiño quiere decir a los espectadores, «sabemos que USTED sabe que estamos intentando venderle algo, así que venga con nosotros y vamos tener diversión». La meta última de tal publicidad es transportar un sentido de confianza y seguridad a los espectadores, esencialmente diciendo, «respetamos su inteligencia, y usted debe respetarnos porque no estamos intentando engañarle. Por eso se necesita ser más inteligente y pensar en que están engañándole pero es muy probable que ya se pensara esto antes y esté haciéndole creer que lo están engañando y tome a favor lo que ellos quieren que usted tome y le hagan creer que es más inteligente».